# Stadsparken i Lund
Stadsparken i Lund este o arie protejată (arie specială de conservare — SAC, sit de importanță comunitară — SCI) din Suedia întinsă pe o suprafață de 11,3 ha, integral pe uscat.

## Localizare
Centrul sitului Stadsparken i Lund este situat la coordonatele 55°41′55″N 13°11′09″E / 55.6986°N 13.1857°E.

## Înființare
Situl Stadsparken i Lund a fost declarat sit de importanță comunitară în ianuarie 2002 pentru a proteja 1 specie de animale. Situl a fost protejat și ca arie specială de conservare în martie 2011.

## Biodiversitate
Situată în ecoregiunea continentală, aria protejată conține 2 habitate naturale: Pășuni din zone de pădure fino-scandinave, Păduri de fag Asperulo-Fagetum.
La baza desemnării sitului se află o specie protejată de  nevertebrate: Anthrenochernes stellae.